# St. Andreas (Gerolsbach)

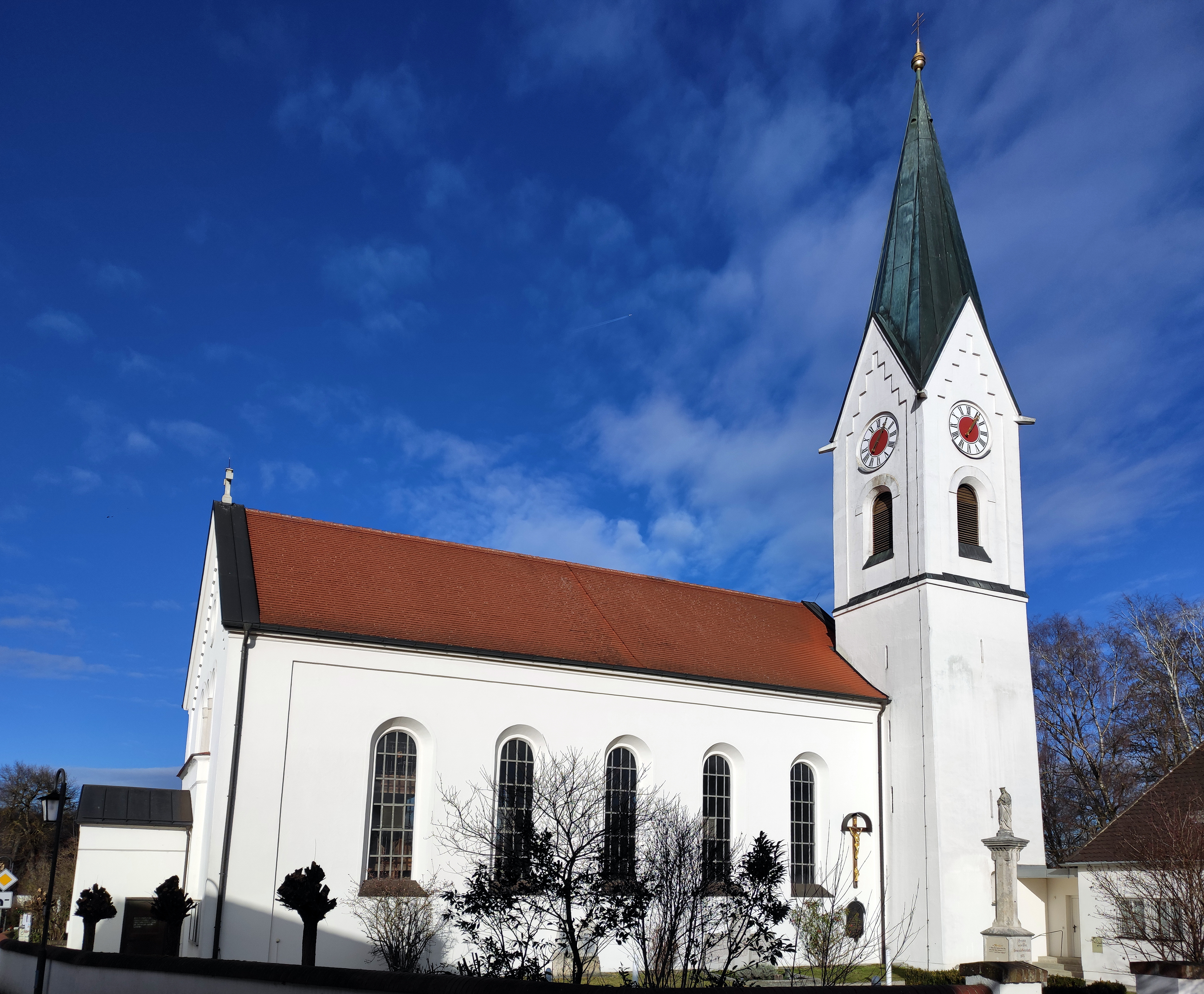
St. Andreas in Gerolsbach

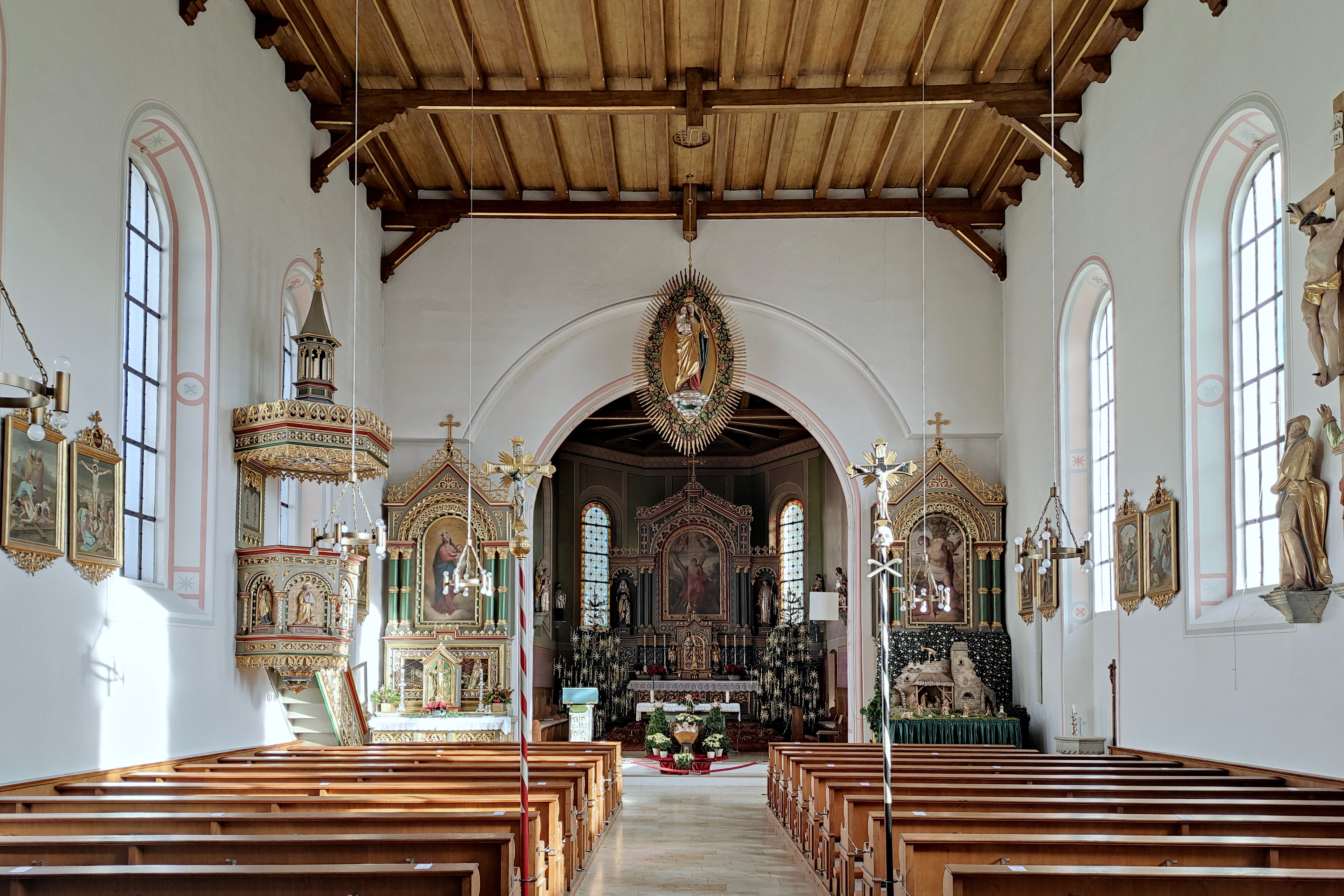
Innenraum

Die römisch-katholische Pfarrkirche St. Andreas steht in Gerolsbach, einer Gemeinde im oberbayerischen Landkreis Pfaffenhofen an der Ilm. Das Bauwerk ist in der Liste der Baudenkmäler in Gerolsbach als Baudenkmal unter der Nr. D-1-86-125-1 eingetragen. Die Kirche gehört zum Dekanat Freising des Erzbistums München und Freising.

## Beschreibung
Die Saalkirche wurde 1848–50 erbaut. Sie besteht aus dem fünfjochigen Langhaus, dem eingezogenen, dreiseitig geschlossenen Chor im Osten und dem vom spätmittelalterlichen Vorgängerbau stammenden Chorflankenturm an der Südwand des Chors. Der für die Unterbringung der Turmuhr und des Glockenstuhls mit vier Kirchenglocken aufgestockte Turm ist mit einem spitzen Helm über Dreiecksgiebeln bedeckt. Das Portal befindet sich in einem Vorzeichen an der Westfassade. 
Die Innenräume von Chor und Langhaus sind mit Holzbalkendecken auf Unterzügen überspannt.